# Râul Betel
Râul Betel este un curs de apă, afluent de dreapta al râului Olt.

## Punct de vărsare
Râul Betel se varsă în râul Olt în apropiere de Brezoi, la Călinești.

## Afluenți
Râul Betel are un singur afluent și acela de stânga, Pârâul Văcarilor.